# Municipio de Willis (Dakota del Norte)
El municipio de Willis (en inglés: Willis Township) es un municipio ubicado en el condado de Ward en el estado estadounidense de Dakota del Norte. En el año 2010 tenía una población de 106 habitantes y una densidad poblacional de 1,13 personas por km².

## Geografía
El municipio de Willis se encuentra ubicado en las coordenadas 48°3′40″N 101°11′46″O / 48.06111, -101.19611. Según la Oficina del Censo de los Estados Unidos, el municipio tiene una superficie total de 93.44 km², de la cual 93,38 km² corresponden a tierra firme y (0,06 %) 0,05 km² es agua.

## Demografía
Según el censo de 2010, había 106 personas residiendo en el municipio de Willis. La densidad de población era de 1,13 hab./km². De los 106 habitantes, el municipio de Willis estaba compuesto por el 100 % blancos. Del total de la población el 0 % eran hispanos o latinos de cualquier raza.